# سرتربت (كجيد)
سرتربت (بالفارسية: سرتربت) هي قرية تقع في إيران في قسم كجيد الريفي. يقدر عدد سكانها بـ 15 نسمة .